# S6 (水雷艇)
水雷艇S6(フィンランド語:Torpedovene S6)は、フィンランドの水雷艇(Torpedovene)である。元はロシア帝国海軍の水雷艇で、フィンランドがロシア帝国から独立を果たすことになったロシア革命からフィンランド内戦にかけての動乱期にフィンランド独立派によって捕獲され、その海軍へ編入された。

## 概要

### 前半生
S6は、ロシア帝国海軍向けに建造された改スーンガリ級水雷艇の1番艇であった。建造当初の名称は第212号水雷艇(ロシア語:Миноносец № 212ミナノースィェツ・ノーミェル・ドヴィェースチ・ドヴィナーツァチ)で、1900年2月にサンクトペテルブルクの株式会社「V・クレイトン&Co」のオフチンスカヤ造船所で起工、同年5月19日付けでバルト艦隊へ配属、クロンシュタットに母港を定めた。1901年9月に進水、1902年10月に竣工して部隊配備された。
日露戦争が始まると、太平洋方面に派遣されるアンドレイ・ヴィレニウス指揮下の分艦隊から除籍され、クレタ島の国際平和維持部隊に編入された。1905年だけで4500 浬以上の距離を哨戒任務のため航行した。1907年2月末には、エラフォニシ島沖で沈没したオーストリア＝ハンガリー帝国の蒸気船カイゼリンの乗員と乗客の救助を行ったが、その際には真っ先に現場に駆けつけた艦船のひとつとなった。同年8月17日にはクロンシュタットに戻り、日露戦争時に艦隊装甲艦レトヴィザンの艦長を務めていたE・M・シチェンソーヴィチ海軍少将の水雷練習分艦隊に編入された。
1909年から1910年の間は、クロンシュタット汽船工場にてオーバーホールを実施された。その際、ボイラー部品の交換と浮遊機雷敷設装備の搭載が施工された。1914年8月29日には、第一次世界大戦の勃発により今後活発化するであろう機雷戦に備えて機雷掃海装備を搭載され、類別を掃海艇に改められた。所属は、第10水雷戦隊付きとなった。1915年4月28日には通報艇に類別を改められた。
第一次世界大戦の期間中は、偵察・哨戒・輸送・通報任務に当たった。また、フィンランド湾において戦場掃海任務にも従事した。1916年にはアーボ＝オーランド島嶼海域分艦隊に編入された。この年には武装類の変更工事が施工されている。

### 革命と内戦
1917年前期には、二月革命に参加した。所属は臨時政府バルト艦隊となった。同年秋に十月革命が発生すると、11月7日付けで赤軍の赤色バルト艦隊に編入された。赤軍はロシア内戦初期には優位に戦いを進めたが、ドイツ帝国とフィンランド独立派が連合して反攻に転じると一挙に劣勢となった。1918年3月3日にブレスト＝リトフスク条約でソヴィエト・ロシアの赤軍が撤退することになると、フィンランド湾にあったソヴィエト・ロシア艦艇は3月15日にソヴィエト・フィンランドへ譲渡された。
最終的に艦艇はドイツ帝国軍とフィンランド白衛軍によって奪取された。4月13日、白衛軍はそれらの艦艇をフィンランド海軍へ編入することを決定した。第212通報艇は再び水雷艇に類別を戻され、水雷艇S6としてフィンランド海軍に配備された。その際、S6は本来全く関係のないソーコル級駆逐艦の5 隻とひとまとめでS番号を振られたため、合わせてS級水雷艇と呼ばれることになった。
1920年にフィンランドとソヴィエト・ロシアとの間に締結されたタルトゥ条約に基づき、1922年にはS6はフィンランド海軍を除籍され、ソヴィエト・ロシア政府に引き渡された。S6はすっかり旧式化しており、再配備には及ばないと判断したソ連政府はS6の解体を決定した。S6は解体作業実施のため「コムゴスフォンドフ」に引き渡され、1925年11月21日付けで赤色海軍を除籍された。なお、姉妹艇の第213号掃海艇も同じ年に解体・除籍されている。